# کوه خرکش (غزنی)
کوه خرکش یکی از کوه‌های رشته‌کوه هندوکش در کشور افغانستان است. این کوه در ولایت غزنی واقع شده است.
این کوه در حدود ۲۳۰ کیلومتری جنوب‌غربی کابل، پایتخت افغانستان جای دارد.